# Jeremy (Schnecke)

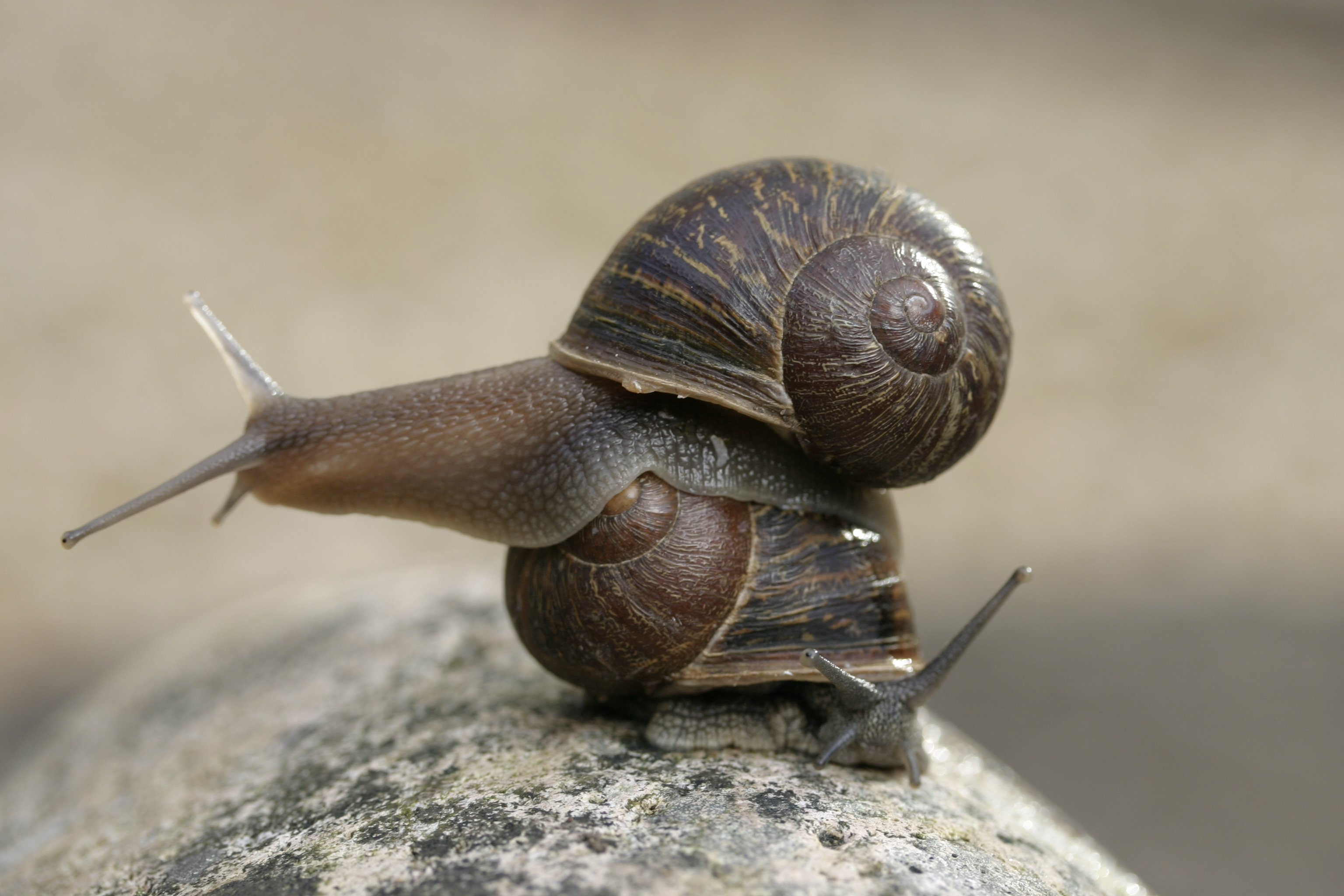
Jeremy (oben) mit seinem linksgewundenen Haus. Darunter, zum Vergleich, ein gewöhnlicher Artgenosse.

Jeremy war eine Gefleckte Weinbergschnecke. Sie war ein Schneckenkönig, da sie im Gegensatz zu den meisten ihrer Artgenossen ein linksgewundenes Haus hatte.

## Leben
Jeremy wurde 2016 in einem Komposthaufen in London entdeckt. Sie hatte eine genetische Besonderheit, die nur sehr wenige Landlungenschnecken aufweisen: Ihr Haus ist nicht rechts-, sondern linksgewunden. Damit lagen auch alle Organe, inklusive der Geschlechtsorgane, auf der linken Seite. Obwohl Jeremy wie alle Landlungenschnecken ein Hermaphrodit war, war so eine Fortpflanzung mit rechtsgewundenen Artgenossen nicht möglich. Dies machte Jeremy für die Genforschung interessant. Wissenschaftler Angus Davison und sein Team von der University of Nottingham hatten gerade ein Jahr zuvor das Gen entschlüsselt, das für die Rechtswindung verantwortlich ist. Dieses Gen ist bei anderen Lebewesen ebenfalls vorhanden und für die Symmetrie verantwortlich.
Die Forscher starteten einen internationalen Aufruf und richteten einen Twitter-Account für die Schnecke ein. Am Ende ihrer Suche wurden mit Tomeu aus Mallorca und Lefty aus Ipswich zwei weitere Exemplare gefunden, die ebenfalls über diese genetische Besonderheit verfügten. Tatsächlich pflanzten sich aber zuerst Tomeu und Lefty fort, die insgesamt 170 Nachkommen erzeugten. In der Zwischenzeit hatten einige Medien über die ungewöhnliche Geschichte berichtet, und Jeremy wurde international bekannt. Sogar eine Ballade wurde der Schnecke gewidmet. Schließlich konnte  Jeremy mit Tomeu verpaart werden. Die Nachkommen der drei Schnecken haben alle rechtsgewundene Gehäuse, so dass die Forscher nun auf die Enkelgeneration hoffen.
Jeremy wurde am 11. Oktober 2017 tot aufgefunden. Nachrufe auf die Schnecke, deren Alter unbekannt war, erschienen unter anderem im Spiegel, auf BBC.co.uk und in der Welt.

## Name

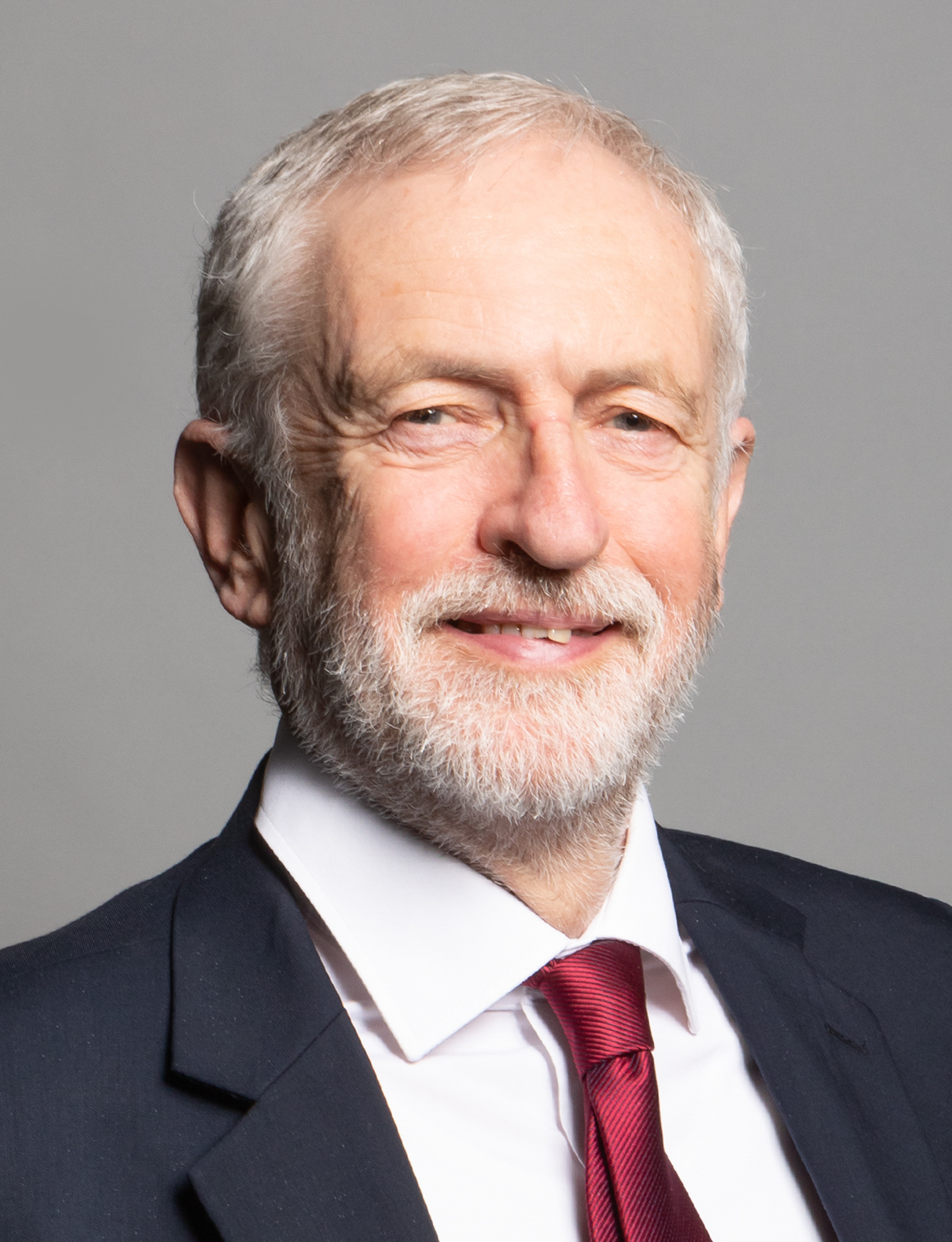
Namensgeber Jeremy Corbyn

Jeremy wurde nach dem britischen Politiker Jeremy Corbyn benannt. Der Parteivorsitzende der Labour Party gilt als Vertreter der politischen Linken und passionierter Gärtner, was die Forscher auf die Idee brachte, der Schnecke diesen Namen zu geben.